# Calvin Levels
Calvin Levels est un acteur américain né le 30 septembre 1954 à Cleveland.

## Filmographie sélective

### Au cinéma
- 1981 : Ragtime de Miloš Forman
- 1987 : Nuit de folie (Adventures in Babysitting) de Chris Columbus
- 1991 : Johnny Suede de Tom DiCillo
- 1993 : Nom de code : Nina (Point of No Return) de John Badham
- 1994 : Hellbound d'Aaron Norris
- 1997 : 8 Têtes dans un sac (8 Heads in a Duffel Bag) de Tom Schulman

### A la télévision
- 1985 : The Atlanta Child Murders
- 1988 : Jack Killian, l'homme au micro (Midnight Caller)
- 1992 : Dans la chaleur de la nuit (In the Heat of the Night)
- 1996 : Space 2063 (Space: Above and Beyond)
- 1996 : Within the Rock

## Distinctions
- 1984 : Theatre World Award pour Open Admissions
- 1984 : nommé au Tony Award du meilleur acteur de théâtre pour Open Admissions
- 1984 : nommé au Drama Desk Award pour Open Admissions